# Дев'ятовське сільське поселення
Дев'я́товське сільське поселення — муніципальне утворення в складі Сарапульського району Удмуртії, Росія. Адміністративний центр — присілок Дев'ятово.
Населення становить 524 особи (2019, 618 у 2010, 607 у 2002).

## Склад
До складу поселення входять такі населені пункти:
| Населений пункт     | Населення, осіб (2002) | Населення, осіб (2010) |
| ------------------- | ---------------------- | ---------------------- |
| Дев'ятово, присілок | 499                    | 523                    |
| Дикуші, присілок    | 108                    | 95                     |

В поселенні діють школа, садочок, бібліотека, 2 клуби та фельдшерсько-акушерський пункт.